# Santana do Itararé
Santana do Itararé là một đô thị thuộc bang Paraná, Brasil. Đô thị này có diện tích 251,265 km², dân số năm 2007 là 6138 người, mật độ 21,3 người/km².